# Amt Barnim-Oderbruch
L'Amt Barnim-Oderbruch  è una comunità amministrativa che si trova nel Brandeburgo, in Germania.

## Società

### Evoluzione demografica
- Sviluppo della popolazione dal 1875 entro gli attuali confini (Linea Blu: Popolazione; Linea puntata: Confronto dello sviluppo della popolazione dello stato del Brandenburgo; Sfondo grigio: Ai tempi del governo nazista; Sfondo rosso: Al tempo del governo comunista)
- Sviluppo recente della popolazione (Linea blu) e previsioni

| Anno | Abitanti |
| ---- | -------- |
| 1875 | 15 064   |
| 1890 | 13 405   |
| 1910 | 12 573   |
| 1925 | 12 644   |
| 1939 | 11 249   |
| 1950 | 14 673   |
| 1964 | 11 089   |

| Anno | Abitanti |
| ---- | -------- |
| 1971 | 10 443   |
| 1981 | 8 589    |
| 1985 | 8 158    |
| 1990 | 7 807    |
| 1995 | 7 674    |
| 2000 | 8 016    |
| 2005 | 7 364    |

| Anno | Abitanti |
| ---- | -------- |
| 2010 | 6 923    |
| 2015 | 6 705    |
| 2016 | 6 584    |
| 2017 | 6 543    |
| 2018 | 6 658    |
| 2019 | 6 705    |
| 2020 | 6 812    |

Fonti dei dati sono nel dettaglio nelle Wikimedia Commons..

## Suddivisione
Comprende 6 comuni:
- Bliesdorf
- Neulewin
- Neutrebbin
- Oderaue
- Prötzel
- Reichenow-Möglin

La sede amministrativa si trova nella città di Wriezen, che non fa parte della comunità amministrativa. Il centro maggiore è Oderaue.